# Smaky
 (septembre 2023).
Si vous disposez d'ouvrages ou d'articles de référence ou si vous connaissez des sites web de qualité traitant du thème abordé ici, merci de compléter l'article en donnant les références utiles à sa vérifiabilité et en les liant à la section « Notes et références ».
Smaky était une famille de micro-ordinateurs développés par le LAMI à l'EPFL, à Lausanne en Suisse, dès 1974 par le professeur Jean-Daniel Nicoud. Smaky est un raccourci pour SMArt KeYboard. Suivant la génération, les Smaky furent conçus autour des processeurs Intel 8080, Zilog Z80 puis 680x0.

## Histoire
Fabriqués par EPSITEC SA et vendus à partir de 1978, les Smaky étaient fournis avec des logiciels variés comme des éditeurs, des programmes de simulation ou encore des outils pour faire du dessin. Une version portable était disponible avec une carte mère présente dans le clavier. C'était surtout le système d'exploitation qui faisait du Smaky un ordinateur puissant pour l'époque : dès le Smaky 8 (1980), il devient multitâche préemptif et dispose d'une interface graphique avec fenêtres.
Le développement du Smaky autonome a complètement cessé en 1995. Le dernier Smaky est un programme d'émulation tournant sur un PC fonctionnant sur Windows.
À l'occasion des 30 ans du Smaky en 2008, la société EPSITEC SA a rendu le système d'exploitation libre.

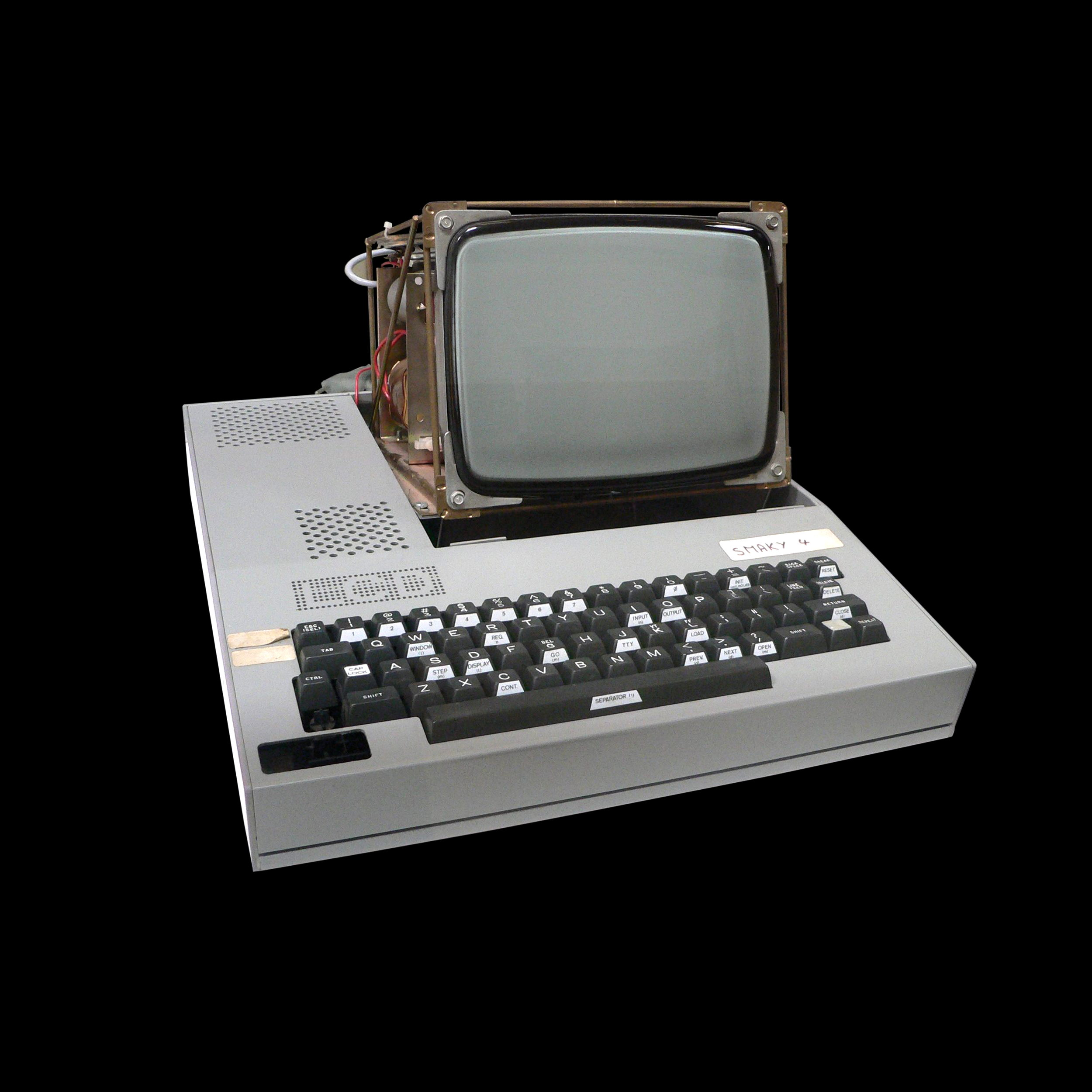
Smaky 4 (prototype).
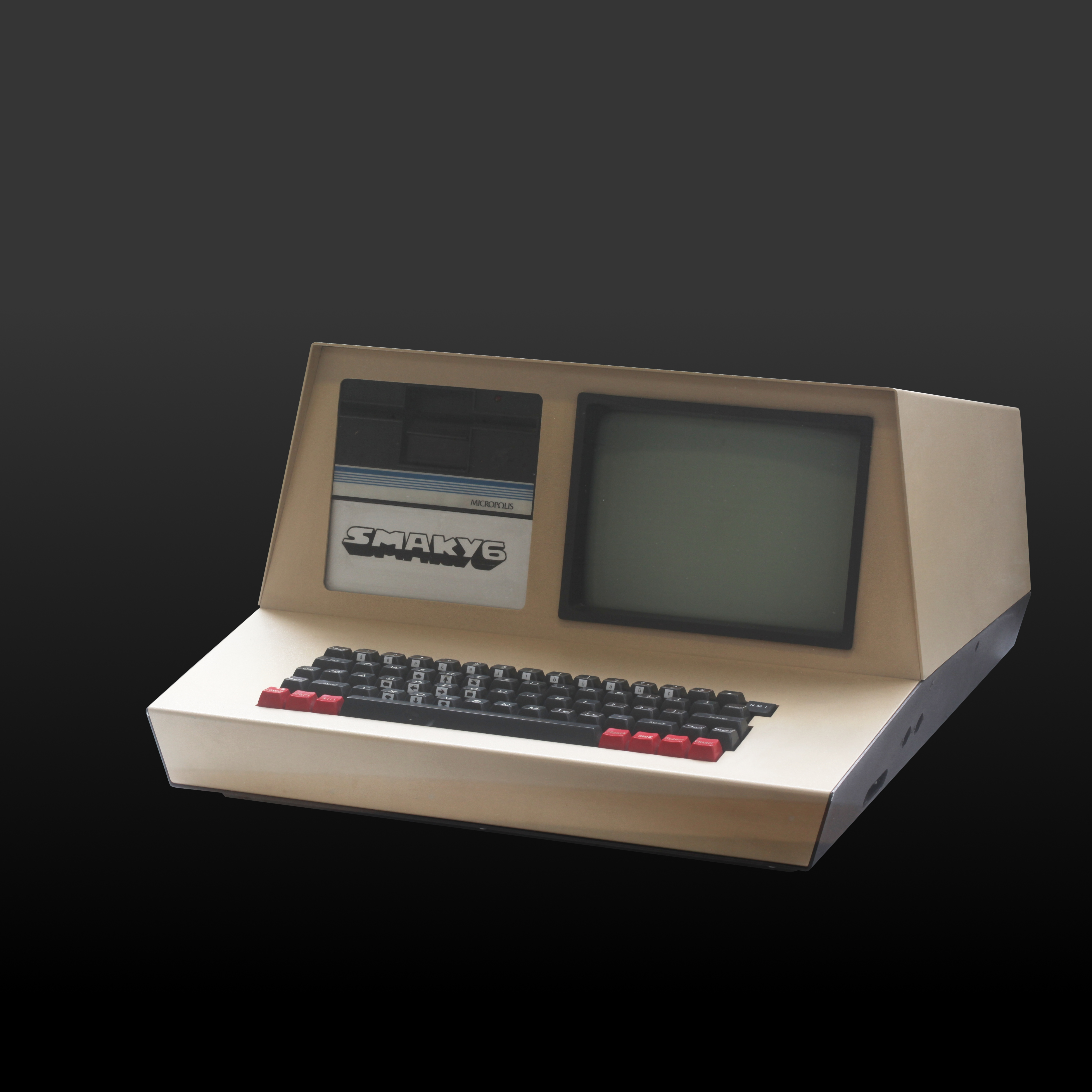
Smaky 6.
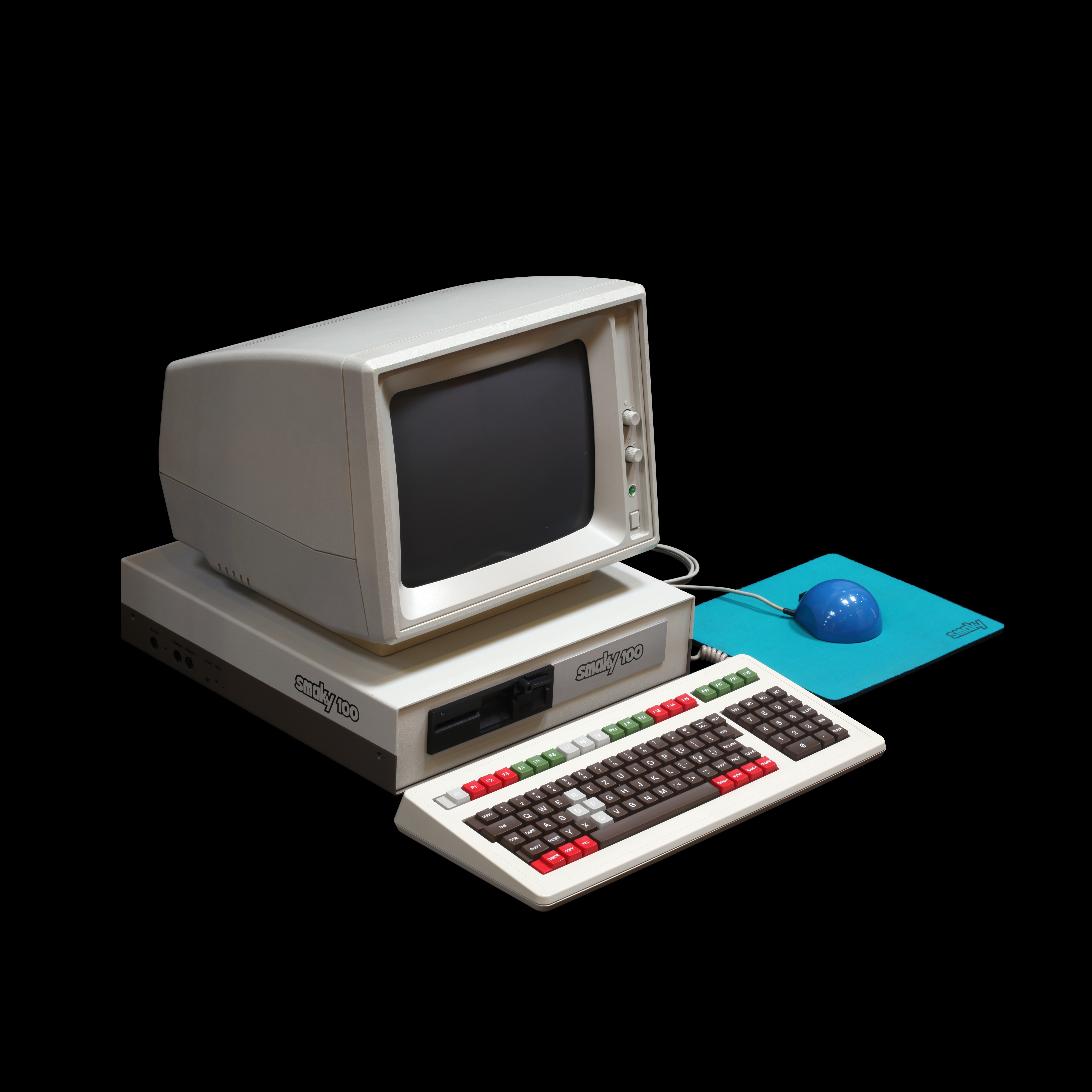
Smaky 100.
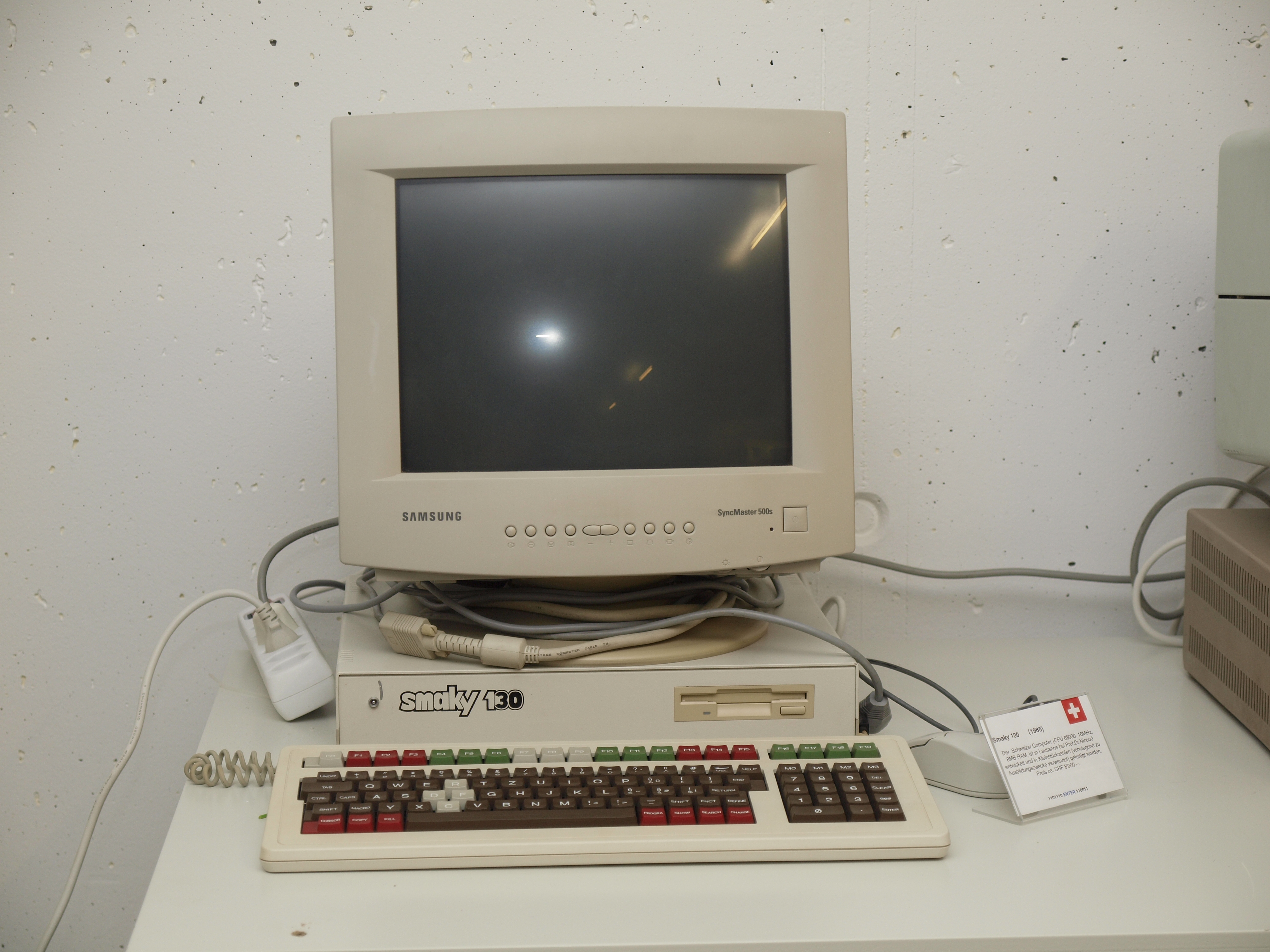
Smaky 130.
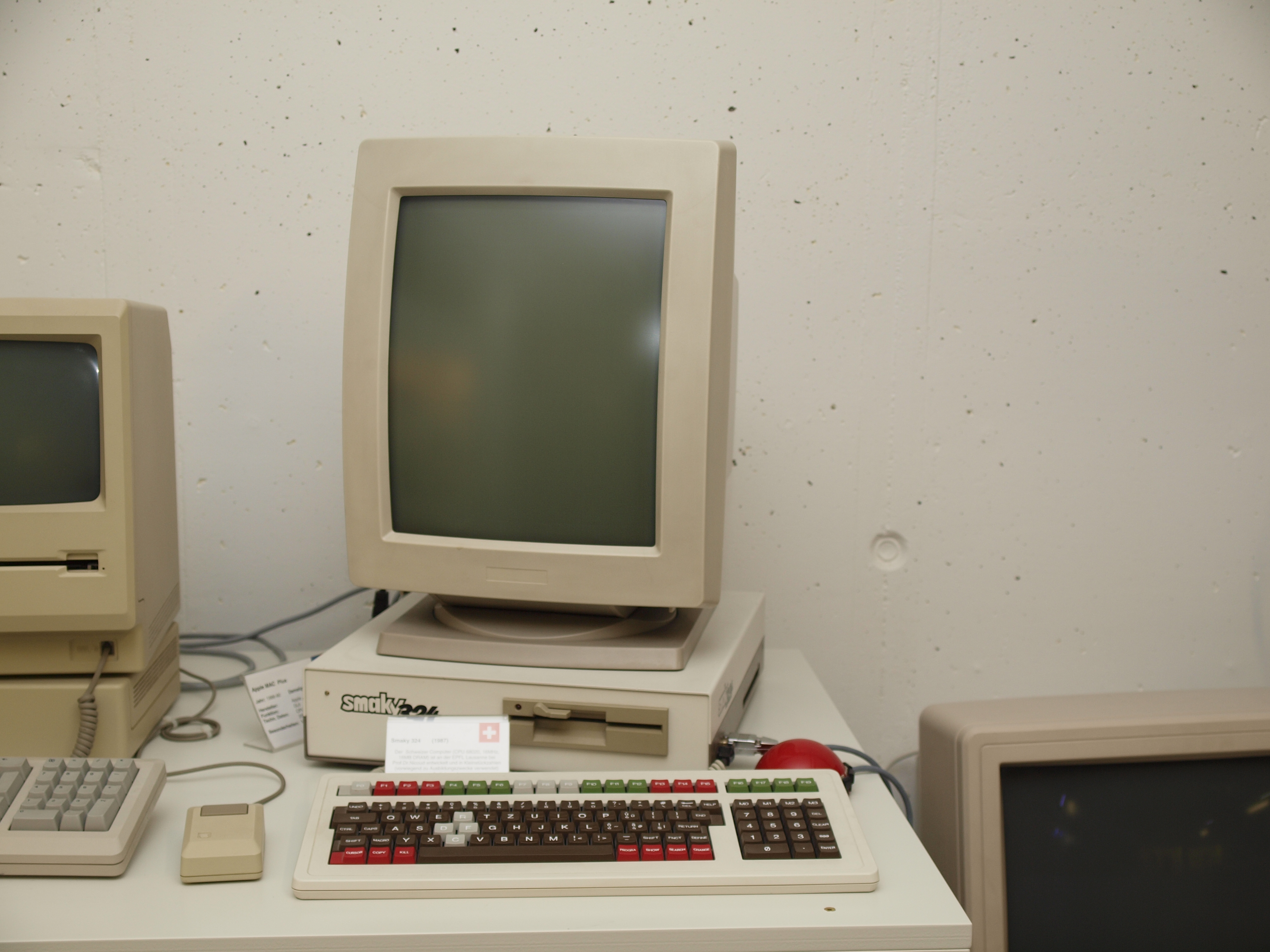
Smaky 324.

## Modèles
La famille de Smaky comprend :
- 1974-76 Smaky 1-2-4 : 8080, 4-8 ko, écran 16 lignes de 64 caractères, graphique 256x160 points
- 1977 Smaky 6 : Z80, 32-64 ko, écran 16 lignes de 64 caractères, graphique 256x160 points
- 1982 Smaky 8 : 68000, 8 MHz, 128-256 ko, écran 24 lignes de 96 caractères, graphique 512x380 points (multitâches)
- 1984 Smaky 100 : 68000, 8 MHz, 1 Mo, écran monochrome 640x400
- 1987 Smaky 324 : 68020, 16 MHz, 4-16 Mo, écran vertical pleine page de 864x1 024 points
- 1989 Smaky 196 : 68030, 25 MHz, 4 Mb, modèle réservé au LAMI (50 exemplaires)
- 1991 Smaky 300 : 68030, 25 MHz, 4Mo, écran couleur de 640x480 points
- 1992 Smaky 130 : 68030, 25 MHz, 4-64 Mo, sortie vidéo monochrome 640x480 points
  - en option : carte d'extension Alpine avec processeur graphique (Cirrus Logic jusqu'à 1280 x 1024 points en 16 millions de couleurs), slots mémoire SIMM, "réseau Ethernet" et coprocesseur arithmétique
- 1997 Smaky 400 : 68040, 32 MHz, 8-16 Mo, utilise les ressources du PC hôte (clavier, souris, écran, imprimante, carte son, etc.)
- 1999 Smaky infini : 68040, émulé par un PC, 8-16 Mo, utilise les ressources du PC hôte (clavier, souris, écran, imprimante, carte son, etc.)

## SMUG (Smaky Utilisateur Groupe)
Les fans du Smaky ont fondé leur propre groupe le Smug (Smaky  utilisateurs groupe). Ce groupe organise encore des évènements et réunions internationales des utilisateurs de Smakys. En 2016, lors de la SMUG 2016, le Musée Bolo a présenté les différents modèles de cet ordinateur suisse-romand et les périphériques associés,.

## Blupi
Dès la création d'Epistec, en 1978, le personnage de Blupi vient illustrer les manuels des logiciels disponibles pour le Smaky. Blupi est issu de l'imagination de Daniel Roux. C'est en 1988 avec Toto à la maison que Blupi connaît sa première incursion dans un jeu vidéo.